# Скарпхедин Ньяльссон
Скарпхедин Ньяльссон или Скарпхедин сын Ньяля (исл. Skarphéðinn Njálsson) (умер в 1011) — исландский аристократ, один из центральных персонажей «Саги о Ньяле».

## Биография
Согласно саге, Скарпхедин был старшим сыном Ньяля сына Торгейра Голльнира и Бергторы дочери Скарпхедина. Он был женат на Торхильд дочери Храфна с Торольвовой Горы, но и после женитьбы продолжал жить в отцовской усадьбе. О его детях сага ничего не сообщает.
Скарпхедин изображён в саге как человек большого роста и большой силы, отличный пловец и храбрый и искусный воин. Он был сдержан, но иногда очень остёр на язык и легко затевал ссоры. Гуннар сын Хамунда как-то сказал ему: «Не много тебе нужно сказать или сделать, чтобы разгорелась ссора». «Волосы у него были русые и курчавые, глаза зоркие, лицо бледное, черты лица резкие, нос с горбинкой, зубы крупные, и несколько некрасивый рот. Однако вид у него был очень воинственный».
Во время родовой распри, начавшейся из-за вражды между Бергторой и Халльгерд Длинноногой, Скарпхедин с младшими братьями отомстил за убийство своего воспитателя Торда Вольноотпущенникова Сына. Когда друг Ньяля Гуннар сын Хамунда был объявлен вне закона, Скарпхедин предложил переехать к нему, чтобы помогать в обороне от кровных врагов, но Гуннар отклонил это предложение. После его гибели Скарпхедин возглавил месть его убийцам.
Когда младшие братья, Грим и Хельги, отправились в Норвегию, Скарпхедин остался дома. По их возвращении он принял активное участие в распре с Траином сыном Сигфуса и в стычке убил его, напав один на восьмерых.
Сын Траина Хёскульд Белый Годи примирился с убийцей отца и стал воспитанником Ньяля, но братья и зять Траина продолжили распрю. Скарпхедин отомстил за брата, убив двух братьев Траина. Дело было улажено, но тут вмешался Мёрд сын Вальгарда, чьё влияние уменьшилось из-за выделения нового годорда для Хёскульда. Вследствие его интриг Скарпхедин убил Хёскульда и сделал своими кровными врагами влиятельную родню его жены. На тинге Ньяль и сыновья обошли всех влиятельных хёвдингов в поисках поддержки. При этом все, к кому они приходили, отмечали, что у Скарпхедина вид человека, которому не будет удачи, но некоторые всё же согласились их поддержать (в том числе Снорри Годи, Гудмунд Могучий, Халль с Побережья). За убитых сыновьями Ньяля была назначена огромная вира, которую тут же собрали. Но глава другой партии Флоси использовал мелкий предлог, чтобы отказаться от примирения.
В том же году Флоси с 20 людьми напал на хутор Ньяля. Скарпхедин был за то, чтобы принять бой перед домом, а Ньяль настаивал на том, чтобы войти в дом и обороняться из него, как это делал Гуннар сын Хамунда. Скарпхедин согласился с отцом: он понимал, что люди Флоси наверняка подожгут дом, но не боялся смерти и не хотел бежать от собственной судьбы. Уже из дома Скарпхедин зарубил одного из нападавших, Хроальда сына Эцура. Когда дом подожгли, он бросал в нападающих падавшие сверху головни, перехватывал копья, которые они метали, и бросал их обратно. Увидев упавшую одним концом поперечную балку, Кари сын Сёльмунда предложил Скарпхедину взбежать по ней и попытаться спастись. Тот настоял на том, чтобы Кари бежал первым. Скарпхедин понимал, что он не сможет спастись, но его утешала мысль, что зять отомстит за его смерть. Кари смог сбежать, а под Скарпхедином подломилась обгоревшая балка.
Перед смертью Скарпхедин бросил в одного из поджигателей, вскочившего на стену Гуннара сына Ламби, зуб Траина, который хранил со времён убийства, и выбил Гуннару глаз. Потом он оказался между обрушившейся крышей и стеной и не смог оттуда выбраться. Там и нашли его тело на следующий день. Ноги Скарпхедина обгорели почти до колен, но больше ничего не обгорело. Он закусил себе усы, глаза его были открыты.
Свою секиру «Великанша битвы» Скарпхедин перед смертью загнал в стену так глубоко, что она не потеряла закалки. Согласно исландской народной сказке «О мастере Ильхуги», эта секира затем использовалась для казней в Скаульхольте. Ильхуги сделал из неё двенадцать топоров для рубки леса.

## В науке
Уильям Миллер предложил новую трактовку действий Скарпхедина, описанных в саге, в статье «Оправдание Скарпхедина». Здесь в центре внимания жестокое убийство Хёскульда, любимого воспитанника Ньяля. Миллер выступает «против традиционной точки зрения, что Скарпхедина обманом склонил совершить это деяние зловредный Мёрд, сын Вальгарда; напротив, он утверждает, что поступок Скарпхедина может быть оправдан с точки зрения „модели баланса“ в процессе кровной распри между сыновьями Сигфуса, с одной стороны, и жителями Бергторова Пригорка — с другой, а также с точки зрения борьбы за власть в округе. На ранней стадии процесс вражды разбивается на следующие этапы: 1) убийство Торда Вольноотпущенникова Сына, при котором присутствовал Траин, сын Сигфуса; 2) убийство Сигмунда и Скьёльда Скарпхедином и его братьями; 3) убийство Траина, сына Сигфуса, Скарпхедином; 4) убийство Хёскульда, сына Ньяля, Лютингом, мужем сестры Хёскульда. 
После последнего убийства очередь проливать кровь оказалась за сыновьями Ньяля, но естественный объект мщения Лютинг был чудом умерщвлён Амунди Слепым (незаконнорождённым сыном Хёскульда, сына Ньяля). Сыновьям Ньяля требовалась суррогатная мишень, и их месть естественным образом обратилась против Хёскульда, сына Траина, так как тот был примирителем между Лютингом и Ньялем. Другое объяснение убийству Миллер находит во властной политике Речного Склона и Островной Равнины. Траин был убит по возвращении из Норвегии, когда он вступил в соперничество с сыновьями Ньяля за преимущественное влияние в округе; а его сына Хёскульда убили, когда тот стал годи и лидером в своей родственной группе».

## В современной культуре
- Скарпхедин — один из главных героев романов Генри Триза «Горящий Ньял»[8] и Бьярни Хардарсона «Мёрд»[9].
- В фильме Бьёрна Б.Бьёрнссона «Сага о Ньяле» (2003 г.)[10] Скарпхедина играет Оулавюр Дарри Оулавссон. Здесь он чернобород в отличие от безбородого отца.
- В документально-художественном фильме Рагнара Хандссона «Легенды Исландии»[11] (2013 год) Скарпхедина играет Свейн Олафур Гуннарсон.
- Скарпхедин является персонажем пьесы А.Кудрявцева «Сага о Ньяле, сыне Торгейра, его жене Бергторе, дочери Скарпхедина, и Халльгерд, дочери Хёскульда из Долин»[12].
- В романе Эрленда Лу «Лучшая страна в мире, или факты о Финляндии» есть персонаж по имени Скарпхедин — «рослый и сильный», который «плавает, как тюлень, и в беге ему нет равных»[13] (в саге: «Это был человек рослый, сильный и искусный в бою. Плавал он, как тюлень, и не было ему равных в беге»[14]).